# Kodal
Kodal är en tätort och kyrkby i Sandefjords kommun i Vestfold fylke i sydöstra Norge. Orten ligger vid fylkesväg  305, nordväst om staden Sandefjord. Norr om tätorten finns Kodals kyrka.
Tidigare har orten tillhört dåvarande Andebu kommun.

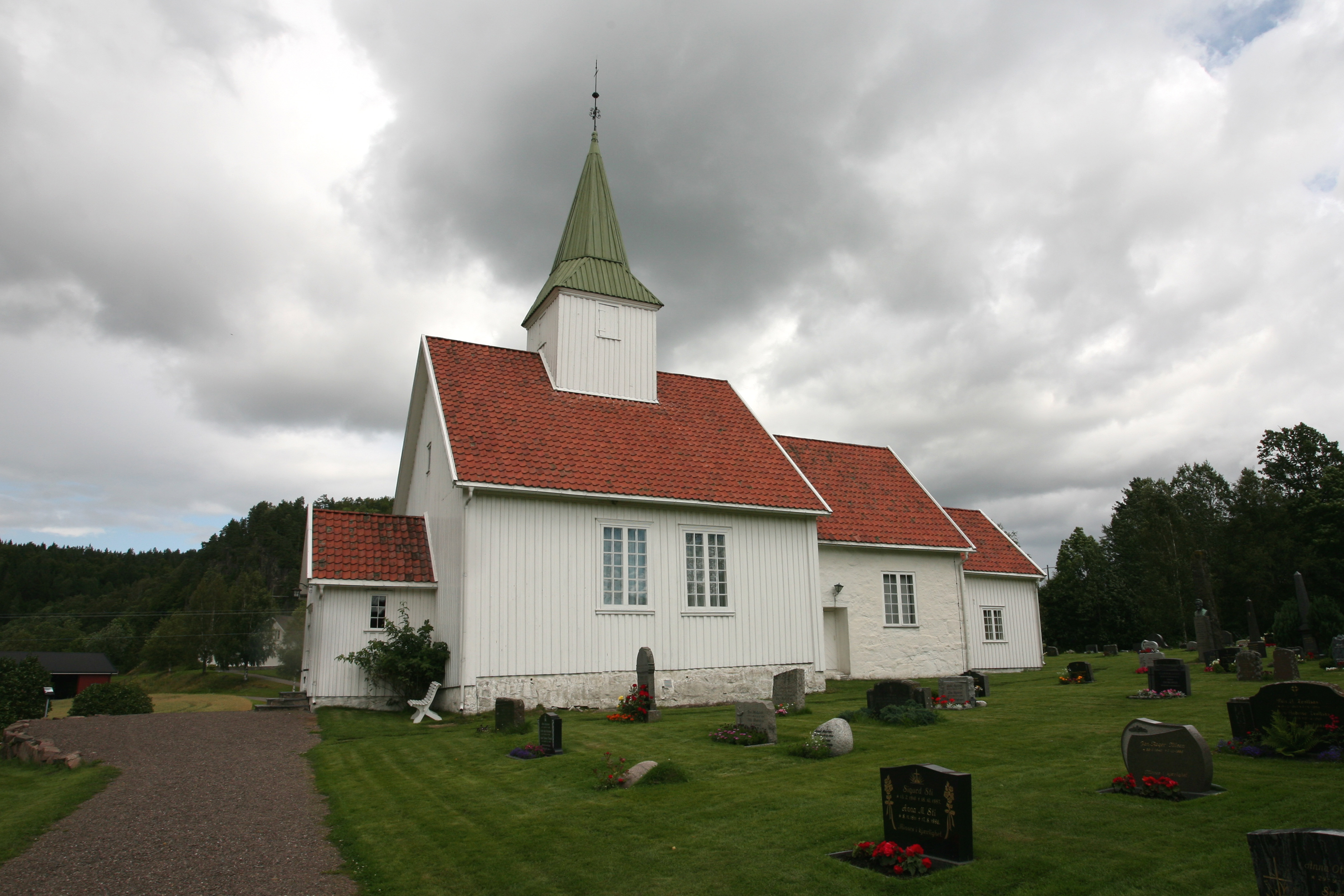
Kodals kyrka.